# بيتر هيك
بيتر هيك (بالإنجليزية: Peter Heck)‏ (4 سبتمبر 1941)؛ كاتب وروائي أمريكي.